# LGOC B-type
Il LGOC B-type è un modello di autobus a due piani introdotto a Londra nel 1910. Era costruito e utilizzato dalla London General Omnibus Company (LGOC).

## Storia
Il Modello B-type era costruito a Walthamstow e sostituì l'autobus modello X-type del quale era una evoluzione. Il B-type aveva una capacità di 34 posti ed è spesso considerato il primo autobus prodotto in serie.
Il primo autobus iniziò il suo servizio nel 1911. Per il 1913 erano diventati 2.500 i B-type circolanti.
Il B-type era un progetto di Frank Searle, che era il capo ingegnere della LGOC. Aveva telaio in legno, ruote in acciaio, trasmissione primaria con vite senza fine e trasmissione finale a catena. La velocità massima era di 16 miglia orarie (25,7 km/h), superiore alla velocità massima consentita dell'epoca (12 miglia orarie – 19,3 km/h). Alcuni B-type, nelle giuste condizioni, raggiunsero anche le 30-35 miglia orarie (48,2 – 56,3 km/h). Il B-type trasportava 16 passeggeri nel piano coperto e altri 18 sul piano superiore aperto. I sedili esterni erano dotati di coperture in tela per i periodi di pioggia. L'impianto elettrico venne introdotto nel 1912 e i fari nel 1913. Prima si pensava che l'illuminazione interna rendesse l'autobus abbastanza visibile nella notte.

## Prima guerra mondiale

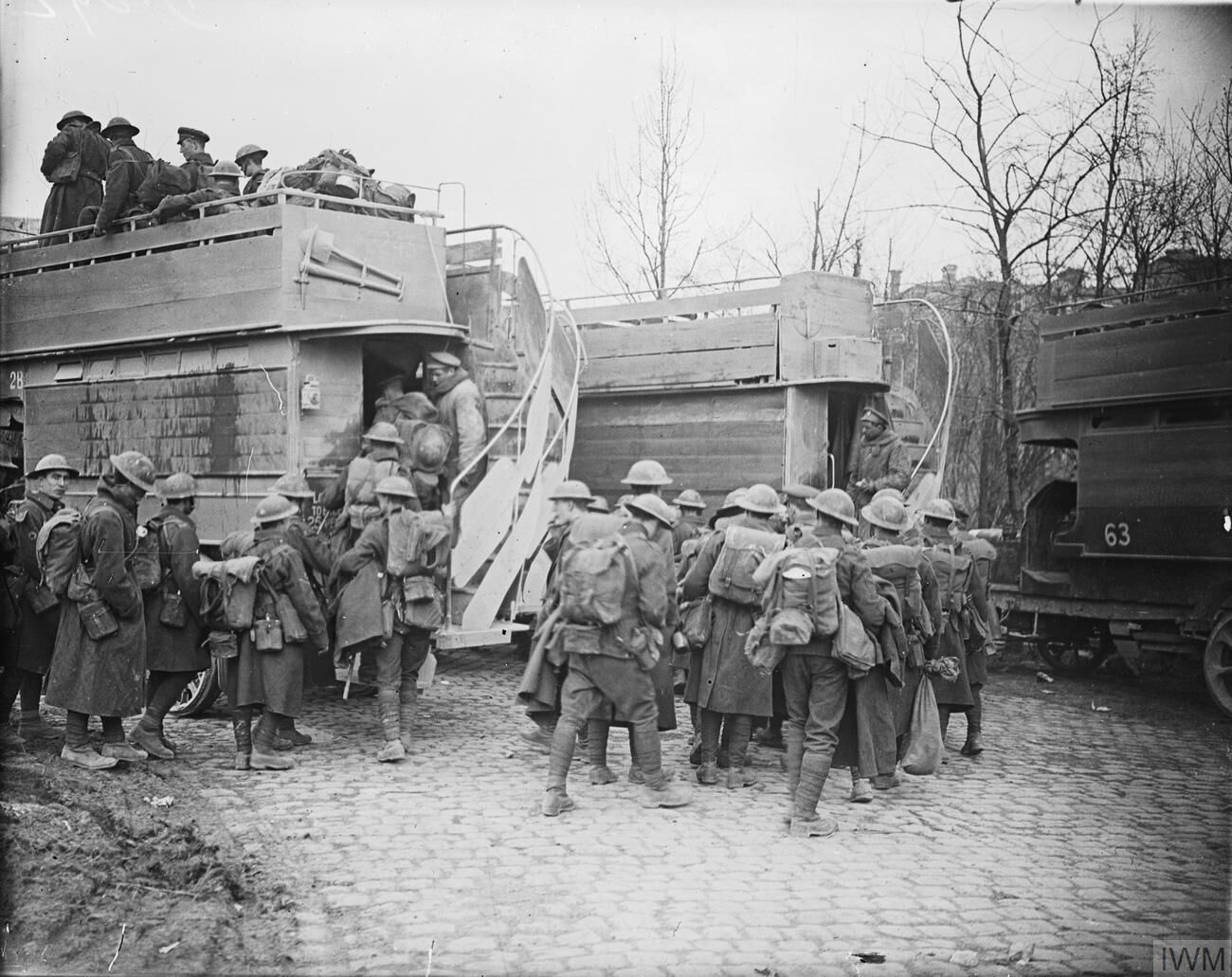
Il B-type ad Arras nel 1917

Durante la prima guerra mondiale furono utilizzati un totale di 900 B-type per spostare le truppe nelle retrovie. Dopo un impiego iniziale nel quale non subirono nessuna modifica vennero pitturati in khaki e i finestrini furono sostituiti con delle piastre spesse due pollici (5 centimetri) in modo da fornire un minimo di protezione. Su alcuni furono montate delle armi antiaeree mentre altri furono utilizzati quale riparo per i piccioni che venivano utilizzati nelle comunicazioni.
I veicoli restarono in servizio fino alla fine della guerra e furono anche impiegati per riportare a casa le truppe. L'Imperial War Museum conserva uno di questi bus, il B43, conosciuto come il Ole Bill dal nome di un personaggio dei fumetti dell'epoca.